# 구자균 (국문학자)
구자균(具滋均, 1912년~1964년 12월 5일)은 한국의 국문학자이다.

## 생애
경성제국대학을 졸업한 뒤 해방 전까지 대구사범학교에서 교유로 조선어와 한문, 영어 등을 가르치는 일을 맡았다.
해방 이후에는 고려대학교 교수로 활동하면서 국문학에 대한 연구를 진행했다.